# 法福禮
法福禮（1795年—1862年），又名法福哩，烏蘇氏，满洲镶蓝旗人，清朝官员。
道光九年，登己丑科繙譯進士。道光十一年，授昌陵禮部主事。道光十七年，任戶部主事；道光二十年，升任員外郎；道光二十六年，升任戶部郎中。道光二十七年，任寶泉局監督、通政使司副使。道光二十九年，任太僕寺卿；次年以禮部侍郎銜，任內閣學士。同年以副都統銜，任和闐辦事大臣。咸豐三年，任葉爾羌幫辦大臣。咸豐六年，任伊犁參贊大臣。咸豐七年，任正白旗蒙古副都統。咸豐十年，署烏魯木齊都統。
女一，副理事官宗室載謙嫡妻。